# تيلدن سميث
تيلدن سميث (بالإنجليزية: Tilden Smith)‏ هو شخصية أعمال أمريكي، ولد في 28 سبتمبر 1990 في كاليفورنيا الجنوبية في الولايات المتحدة.